# Kotobank
kotobank（日语： kotobank */?）是一個由VOYAGE MARKETING營運的日文免費網絡百科全書，成立於2009年4月23日。截至2021年7月15日，總共收錄138種辭典、約261萬個詞彙。

## 歷史
2009年4月23日，朝日新聞社、EC NAVI、朝日新聞出版、講談社以及小學館聯手推出kotobank，成立時便涵蓋由此五家公司提供的44種辭典總共約43萬個詞彙，被視為以可靠性來與維基百科抗衡的網站；同年9月30日，kotobank的內容開始在商業門戶網站cybozu.net上提供，11月25日則向NIFTY營運的「@nifty辭書」提供內容。2010年4月26日，kotobank的內容開始在asahi.com上提供，同年7月20日，kotobank推出以iPhone 4、iPhone 3GS、iPhone 3G、iPod touch、Xperia以及HTC Desire為對象的智能手機版本，當時辭典的數目增至67種，詞彙則是約64萬。同年9月30日，kotobank的內容開始在ATOK上提供，同年11月1日也開始在由樂天營運的Infoseek多種辭書上提供。2011年3月29日，kotobank推出iPhone專用的應用程式，提供跨辭典同時搜尋功能，並且推出可選的付費內容，同年8月31日，kotobank收錄的辭典數目增至100種。2012年2月6日，kotobank的iPhone專用的應用程式下載次數突破50萬次，在App Store排行榜中最高取得第5名，在辭典類別則是第1名。2013年3月18日，kotobank的iPhone專用的應用程式下載次數突破100萬次。同年12月4日，kotobank開始與Yahoo!辭典連動。2014年11月6日，kotobank收錄的辭典數目增至119種，詞彙則是約176萬。2021年7月15日，kotobank收錄的辭典數目增至138種，詞彙則是約261萬。

## 收錄內容
| 辭典和百科全書             |                            |                                    |                            |                                     |                              |                              |                                          |
| 進步英和中辭典（第4版）    | 進步和英中辭典（第3版）    | 數碼大辭泉                         | My Pedia                   | 數碼大辭泉PLUS                      | 世界大百科事典 第2版         | 大英國際大百科事典           | 日本大百科全書                           |
| 精選版 日本國語大辭典      | 意和中辭典 2版             | 小學館 和意中辭典 2版              | 了解諺語辭典               | 知曉成語故事辭典                    | 知曉四字成語辭典             | 小學館 西和中辭典 2版        | 小學館 和西辭典                          |
| 便攜進步德和和德辭典       | 進步德和辭典               | 進步法和辭典 第2版                 | 便攜進步法和和法辭典       | 現代日葡辭典                        | 進步葡萄牙語辭典             | 進步俄羅斯語辭典             | 進步泰語辭典                             |
| 中日辭典 第3版             | 日中辭典 第3版             | —                                  | —                          | —                                   | —                            | —                            | —                                        |
| 現代用語                   |                            |                                    |                            |                                     |                              |                              |                                          |
| 知惠藏                     | 知惠藏                     | 知惠藏                             | 知惠藏                     | 知惠藏mini                          | 知惠藏mini                   | 知惠藏mini                   | 知惠藏mini                               |
| 人名                       |                            |                                    |                            |                                     |                              |                              |                                          |
| 數碼版 日本人名大辭典+Plus | 朝日日本歷史人物事典       | 20世紀西洋人名事典                 | 20世紀日本人名事典         | 新撰 藝能人物事典 明治至平成        | 新撰 藝能人物事典 明治至昭和 | 現代外國人名錄2016           | —                                        |
| 商業                       |                            |                                    |                            |                                     |                              |                              |                                          |
| 人材經營管理用語集         | 市場營銷用語集             | 首次公開募股用語辭典               | 投資信託的用語集           | 會計用語關鍵字辭典                  | 人事勞務用語辭典             | M&A用語集                    | DBM用語辭典                              |
| 分銷用語辭典               | 品牌用語辭典               | FX用語辭典                         | 產學連攜關鍵字辭典         | 了解日本的企業事典2014-2015         | —                            | —                            | —                                        |
| 電子                       |                            |                                    |                            |                                     |                              |                              |                                          |
| 遇上電腦問題時翻查的書     | ASCII.jp數碼用語辭典       | 首頁製作用語集                     | 資訊保安用語辭典           | 了解IT用語辭典                      | —                            | —                            | —                                        |
| 生活                       |                            |                                    |                            |                                     |                              |                              |                                          |
| 巧克力和可可辭典           | 一般保險用語集             | 電氣和電力用語                     | 瞬間日語便利帳             | 日本文化伊呂波事典                  | 獻辭辭典                     | 留學用語集                   | 飼料農作物病害圖鑑                       |
| 裝修用語集                 | 生活習慣病用語辭典         | 懷孕和育兒用語辭典                 | PET檢查用語集              | 毛髮用語集                          | LASIK關連用語集              | 保險基礎用語集               | 和、洋、中、族群 了解世界的料理辭典      |
| 海的事典                   | 留學用語集                 | 葬禮辭典                           | 狗和貓：了解寵物品種事典   | 家庭醫學館                          | 食之醫學館                   | 了解中藥、生藥、營養成份事典 | 了解色名辭典                             |
| 了解家與室內裝飾的用語事典 | 了解單位名事典             | 了解食具和煮食用具辭典             | 六訂版 家庭醫學大全科      | EBM 了解正確治療的書                | 四訂版 了解醫院檢查的書      | 身體與疾病的構造圖鑑         | 了解在醫院取得的藥物 藥物指南 電子改訂版 |
| 興趣                       |                            |                                    |                            |                                     |                              |                              |                                          |
| 世界遺產情報               | 音樂用語das                | PTNA和鋼琴曲事典（作品和作曲家）   | 盆栽用語集                 | 潛水用語集                          | 滑浪用語集                   | 滑翔傘用語集                 | 防府市歷史用語集                         |
| 攝影師相片用語集           | 占卜用語集                 | ［日本酒、本格燒酒、泡盛］品牌匯集 | 日本汽車技術240選          | 軟式飛鏢辭典                        | 世果遺產詳解                 | 了解世界觀光地名事典         | 了解日本年號事典                         |
| 了解日本城堡事典           | 國指定史跡指南             | 了解日本鄉土料理事典               | 了解飲品事典               | 日本的美術館和博物館INDEX           | 事典 日本的地域品牌和名產    | 最新 世界體育人名事典        | 367日誕生日大事典                        |
| 事典，日本的觀光資源       | 事典 日本的地域遺產        | 事典 日本的大學品牌商品            | 歌舞伎和淨瑠璃外題讀法辭典 | —                                   | —                            | —                            | —                                        |
| 社會和職業                 |                            |                                    |                            |                                     |                              |                              |                                          |
| 房地產用語辭典             | 農業關連用語               | 林業關連用語                       | 農林水產關係用語集         | 求職用語集（求職大百科 關鍵字1000） | 了解藩名和舊國名事典         | 世界的慶典和活動指南         | 了解世界主要語言事典                     |
| 了解勳章和褒章事典         | 圖書館情報學用語辭典 第5版 | —                                  | —                          | —                                   | —                            | —                            | —                                        |
| 學問                       |                            |                                    |                            |                                     |                              |                              |                                          |
| 法則的辭典                 | 岩石學辭典                 | 營養和生化學辭典                   | 素粒子事典                 | 動植物名讀法辭典 普及版             | 內科學 第10版                | 最新 心理學事典              | 化學辭典 第2版                           |
| 旺文社世界史事典 三訂版    | 旺文社日本史事典 三訂版    | —                                  | —                          | —                                   | —                            | —                            | —                                        |

## 外部連結
- YouTube上的
- YouTube上的